# Валч
 Тази статия е за града в Полша.  За селската община вижте Валч (община).  
Валч (на полски: Wałcz; на немски: Deutsch Krone; на кашубски: Wôłcz) е град в Северозападна Полша, Западнопоморско войводство. Административен център е на Валченски окръг, както и на селската Валченска община, без да е част от нея. Самият град е обособен в самостоятелна община с площ 37,9 km².

## География
Градът е разположен край езерата Радун и Замкове в югоизточната част на войводството. Отстои на 24 километра югозападно от Пила и на 70 километра южно от Шчечинек.

## История
Селището е основано на границата между земите на славянските племена померанци и поляни. През Развитото Средновековие областта на днешния град е на границата между Померания и Великополша, а в началото на XII век е присъединено към Полша. Селището получава градски права през 1303 година. С изключение на краткотрайно управление от Бранденбург, Валч остава в границите на Полша до Първата подялба през 1772 година, когато е присъединен към Прусия.
По време на Втората световна война градът е превзет от съветските войски на 12 февруари 1945 година и след края на войната става част от Полша, като немското му население е изселено. В периода (1975 – 1998) е част от Пилското войводство.

## Население
Населението на града възлиза на 25 953 души (2009). Гъстотата е 684,78 души/km².

## Личности

### Родени в града
- Рудолф Вилде (1857 – 1910), немски политик
- Павел Суски (р. 1964), полски политик
- Лудвиг Рис (1861 – 1928), немски историк
- Михал Кубяк, полски волейболист, национален състезател

## Градове партньори[2]
- Бад Есен, Германия
- Демин, Германия
- Кириц, Германия
- Верне, Германия
- Окръг Оснабрюк, Германия
- Община Осторп, Швеция